# 10447 Bloembergen
10447 Bloembergen è un asteroide della fascia principale. Scoperto nel 1977, presenta un'orbita caratterizzata da un semiasse maggiore pari a 2,8771074 UA e da un'eccentricità di 0,0493333, inclinata di 2,11234° rispetto all'eclittica.